# 西来寺 (美国)
佛光山西來寺（英文：Fo Guang Shan Hsi Lai Temple，I.B.P.S.）是一所位於美國加利福尼亚州洛杉磯縣哈仙達崗的大乘佛教寺院，名字由來於「佛法西來」一說（Great Buddhadharma Coming West），是台灣佛光山寺的美國分院。現任住持为慧東法師。
西來寺籌建於1978年，於1986年開工興建，外觀採中國佛教傳統建築型式。大雄寶殿於1986年7月3日舉行奠基儀式，1988年7月24日佛像開光正式啟用，1988年11月26日舉辦落成典禮暨傳授三壇大戒、萬緣水陸法會。
西來寺佔地15英畝，建築面積10,2432平方英呎。主要建築物有大雄寶殿、五聖殿、禪堂、五觀堂、佛光緣美術館、懷恩堂、會堂、法堂、香雲堂、海會堂、客堂、滴水坊、佛光書局、佛光西來學校等。
佛光山西來寺的法定名稱為「國際佛教促進會」（International Buddhist Progress Society），縮寫IBPS。國際佛光會的前身「中華佛光協會」，於1991年成立於此。現西來寺是國際佛光會的總部。

## 外部連結
- 佛光山西來寺官方中文网站（页面存档备份，存于）